# Arturo Javier García Pérez

Bischofswappen von Arturo Javier García Pérez

Arturo Javier García Pérez (* 25. Dezember 1967 in Alicante) ist ein spanischer römisch-katholischer Geistlicher und Weihbischof in Valencia.

## Leben
Arturo Javier García Pérez wuchs in Jarafuel auf. Er studierte Philosophie und Katholische Theologie am Priesterseminar La Inmaculada in Moncada (1989–1991) und am Colegio Mayor-Seminario de la Presentación de la Bienaventurada Virgen María en el Templo y Santo Tomás de Villanueva in Valencia (1991–1994). 1994 erlangte er an der Theologischen Fakultät San Vicente Ferrer in Valencia ein Lizenziat im Fach Katholische Theologie. Er wurde am 29. Oktober 1994 zum Diakon geweiht und empfing am 27. Mai 1995 das Sakrament der Priesterweihe für das Erzbistum Valencia.
Nach der Priesterweihe war García Pérez zunächst für drei Monate als Pfarradministrator der Pfarreien San Carlos Borromeo in Albal und Santa Bárbara in Beniparrell tätig, bevor er im selben Jahr Pfarrer der Pfarreien Santa Marina in Torrebaja, Santa Ana in Torrealta, San Marcos in Los Santos, Nuestra Señora de los Ángeles in Castielfabib, Inmaculada Concepción in Bias sowie San Joaquín und Santa Bárbara in Arroyo Cerezo wurde. In dieser Zeit fungierte er zusätzlich als Erzpriester und unterrichtete am Instituto Virgen de la Huerta in Ademuz sowie an den Grundschulen in Castielfabib und in Torrebaja. Von 2002 bis 2008 war er Pfarrer der Pfarrei Nuestra Señora la Virgen de la Paz in Villar del Arzobispo sowie Lehrer an mehreren dortigen Grundschulen und weiterführenden Schulen. Anschließend wirkte er als Pfarrer der Pfarreien La Natividad de Nuestra Señora in Turís (2008–2016) und Los Santos Reyes in Yátova (2011–2013). Daneben erwarb er 2016 am Päpstlichen Institut Johannes Paul II. für Studien zu Ehe und Familie in Valencia ein Lizenziat. Von 2016 bis 2022 war er als Spiritual am Priesterseminar La Inmaculada in Moncada tätig. Ab 2022 war García Pérez Regens des Colegio Mayor-Seminario de la Presentación de la Bienaventurada Virgen María en el Templo y Santo Tomás de Villanueva und Rektor der Kirche Santísimo Cristo del Salvador in Valencia. Zudem fungierte er bereits ab 2011 als erzbischöflicher Delegat für die Missionsarbeit und die Zusammenarbeit zwischen den Teilkirchen sowie als Diözesandirektor der Päpstlichen Missionswerke und als Präsident der Stiftung Ad Gentes. Darüber hinaus gehörte er ab 2011 dem Priesterrat und dem Diözesanpastoralrat des Erzbistums Valencia an.
Am 6. November 2024 ernannte ihn Papst Franziskus zum Titularbischof von Tamazeni und zum Weihbischof in Valencia. Der Erzbischof von Valencia, Enrique Benavent Vidal, spendete ihm und Fernando Enrique Ramón Casas am 11. Januar 2025 in der Kathedrale von Valencia die Bischofsweihe; Mitkonsekratoren waren der Apostolische Nuntius in Spanien, Erzbischof Bernardito Cleopas Auza, und der emeritierte Bischof von Sant Feliu de Llobregat, Agustín Cortés Soriano. Sein Wahlspruch Euntes omnes vocate ad convivium („Geht und ladet alle zur Hochzeit ein“) stammt aus Mt 22,9 .